# لاري فيراري
لاري فيراري (بالإنجليزية: Larry Ferrari) هو عازف الأرغن أمريكي، ولد في 4 مارس 1932، وتوفي في 20 نوفمبر 1997 بسبب ابيضاض الدم.

## وصلات خارجية
- لاري فيراري على موقع IMDb (الإنجليزية)